# 特雷克利亞諾市鎮

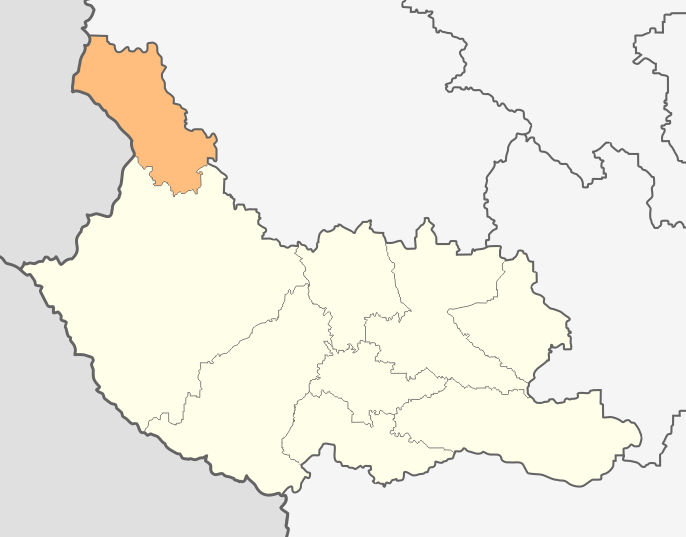

特雷克利亞諾市，是保加利亞的城鎮，位於該國西部，由丘斯滕迪爾州負責管轄，首府設於特雷克利亞諾，面積257.83平方公里，2011年人口629，人口密度每平方公里2.44人。
42°33′N 22°36′E / 42.550°N 22.600°E